# Championnats des quatre continents de patinage artistique 2014
Navigation
Édition précédente Édition suivante
Les championnats des quatre continents 2014 ont lieu du 20 au 26 janvier 2014 à l'Arena de Taipei à Taïwan.

## Qualifications
Les patineurs sont éligibles à l'épreuve s'ils représentent une nation non européenne membre de l'Union internationale de patinage (International Skating Union en anglais) et s'ils ont atteint l'âge de 15 ans avant le 1er juillet 2013 dans leur pays de naissance. La compétition correspondante pour les patineurs européens est le championnat d'Europe 2014. Les fédérations nationales sélectionnent leurs patineurs en fonction de leurs propres critères, mais l'Union internationale de patinage exige un score minimum d'éléments techniques (Technical Elements Score en anglais) lors d'une compétition internationale avant les championnats des Quatre Continents.

### Score minimum d'éléments techniques
L'Union internationale de patinage stipule que les notes minimales doivent être obtenues lors d'une compétition internationale senior reconnue par elle-même au cours de la saison en cours ou précédente.
| Score minimum d'éléments techniques                                                         | Score minimum d'éléments techniques | Score minimum d'éléments techniques |
| Discipline                                                                                  | Programme court                     | Programme libre                     |
| Messieurs                                                                                   | 25.00                               | 45.00                               |
| Dames                                                                                       | 20.00                               | 36.00                               |
| Couples                                                                                     | 20.00                               | 36.00                               |
| Danse sur glace                                                                             | 18.00                               | 28.00                               |
| ------------------------------------------------------------------------------------------- | ----------------------------------- | ----------------------------------- |
| Les scores des programmes courts et libres peuvent être obtenus à différentes compétitions. |                                     |                                     |

### Nombre d'inscriptions par discipline
Chaque nation membre qualifiée peut avoir jusqu'à trois inscriptions par discipline.

## Podiums
| Épreuves                            | Or                                | Argent                      | Bronze                            |
| ----------------------------------- | --------------------------------- | --------------------------- | --------------------------------- |
| Messieurs résultats détaillés       | Takahito Mura                     | Takahiko Kozuka             | Song Nan                          |
| Dames résultats détaillés           | Kanako Murakami                   | Satoko Miyahara             | Li Zijun                          |
| Couples résultats détaillés         | Sui Wenjing / Han Cong            | Tarah Kayne / Daniel O'Shea | Alexa Scimeca / Chris Knierim     |
| Danse sur glace résultats détaillés | Madison Hubbell / Zachary Donohue | Piper Gilles / Paul Poirier | Alexandra Aldridge / Daniel Eaton |

## Tableau des médailles
| Rang  | Nation     | Or | Argent | Bronze | Total |
| ----- | ---------- | -- | ------ | ------ | ----- |
| 1     | Japon      | 2  | 2      | 0      | 4     |
| 2     | États-Unis | 1  | 1      | 2      | 4     |
| 3     | Chine      | 1  | 0      | 2      | 3     |
| 4     | Canada     | 0  | 1      | 0      | 1     |
| Total | Total      | 4  | 4      | 4      | 12    |

## Détails des compétitions

### Messieurs
| Rang                                        | Nom                        | Pays           | Points | Programme court | Programme court | Programme libre | Programme libre |
| ------------------------------------------- | -------------------------- | -------------- | ------ | --------------- | --------------- | --------------- | --------------- |
| 1                                           | Takahito Mura              | Japon          | 242.56 | 1               | 84.21           | 2               | 158.35          |
| 2                                           | Takahiko Kozuka            | Japon          | 236.38 | 4               | 76.85           | 1               | 159.53          |
| 3                                           | Song Nan                   | Chine          | 236.09 | 3               | 78.71           | 3               | 157.38          |
| 4                                           | Denis Ten                  | Kazakhstan     | 226.37 | 5               | 76.34           | 4               | 150.03          |
| 5                                           | Richard Dornbush           | États-Unis     | 224.44 | 2               | 82.13           | 7               | 142.31          |
| 6                                           | Joshua Farris              | États-Unis     | 221.00 | 7               | 74.85           | 5               | 146.15          |
| 7                                           | Guan Jinlin                | Chine          | 214.26 | 9               | 71.06           | 6               | 143.20          |
| 8                                           | Adam Rippon                | États-Unis     | 213.20 | 8               | 72.90           | 8               | 140.30          |
| 9                                           | Jeremy Ten                 | Canada         | 208.51 | 6               | 75.21           | 11              | 133.30          |
| 10                                          | Nam Nguyen                 | Canada         | 204.69 | 10              | 68.17           | 10              | 136.52          |
| 11                                          | Elladj Baldé               | Canada         | 201.45 | 13              | 64.33           | 9               | 137.12          |
| 12                                          | Christopher Caluza         | Philippines    | 191.21 | 11              | 67.84           | 13              | 123.37          |
| 13                                          | Misha Ge                   | Ouzbékistan    | 188.41 | 12              | 65.26           | 14              | 123.15          |
| 14                                          | Lee June-hyoung            | Corée du Sud   | 184.14 | 19              | 57.65           | 12              | 126.49          |
| 15                                          | Abzal Rakimgaliev          | Kazakhstan     | 184.13 | 15              | 62.25           | 15              | 121.88          |
| 16                                          | Wang Yi                    | Chine          | 179.52 | 17              | 61.13           | 16              | 118.39          |
| 17                                          | Keiji Tanaka               | Japon          | 178.91 | 14              | 62.61           | 17              | 116.30          |
| 18                                          | Tsao Chih-I                | Taipei chinois | 166.73 | 22              | 51.12           | 18              | 115.61          |
| 19                                          | Lee Dong-won               | Corée du Sud   | 166.73 | 16              | 61.16           | 19              | 105.57          |
| 20                                          | Brendan Kerry              | Australie      | 163.37 | 18              | 59.00           | 20              | 104.37          |
| 21                                          | David Kranjec              | Australie      | 156.50 | 20              | 52.36           | 21              | 104.14          |
| 22                                          | Ju Jordan                  | Taipei chinois | 152.46 | 21              | 51.12           | 22              | 100.29          |
| 23                                          | Julian Yee                 | Malaisie       | 137.56 | 23              | 49.29           | 24              | 88.27           |
| 24                                          | Maverick Eguia             | Philippines    | 136.99 | 24              | 46.74           | 23              | 90.25           |
| Patineurs éliminés après le programme court |                            |                |        |                 |                 |                 |                 |
| 25                                          | Chen Jui-Shu               | Taipei chinois |        | 25              | 46.13           | NC              | NC              |
| 26                                          | Ronald Lam                 | Hong Kong      |        | 26              | 45.59           | NC              | NC              |
| 27                                          | Andrew Dodds               | Australie      |        | 27              | 42.19           | NC              | NC              |
| Forfait                                     | Kim Jin-seok               | Corée du Sud   |        | NC              | NC              | NC              | NC              |
| Forfait                                     | Michael Christian Martinez | Philippines    |        | NC              | NC              | NC              | NC              |

### Dames
| Rang | Nom                        | Pays           | Points | Programme court | Programme court | Programme libre | Programme libre |
| ---- | -------------------------- | -------------- | ------ | --------------- | --------------- | --------------- | --------------- |
| 1    | Kanako Murakami            | Japon          | 196.91 | 1               | 64.73           | 1               | 132.18          |
| 2    | Satako Miyahara            | Japon          | 186.53 | 4               | 60.27           | 2               | 126.26          |
| 3    | Li Zijun                   | Chine          | 181.56 | 2               | 62.84           | 3               | 118.72          |
| 4    | Haruka Imai                | Chine          | 175.40 | 3               | 62.72           | 6               | 112.68          |
| 5    | Courtney Hicks             | États-Unis     | 169.99 | 7               | 56.36           | 4               | 113.63          |
| 6    | Kim Hae-jin                | Corée du Sud   | 166.84 | 5               | 57.48           | 7               | 109.36          |
| 7    | Alaine Chartrand           | Canada         | 165.19 | 15              | 52.14           | 5               | 113.05          |
| 8    | Samantha Cesario           | États-Unis     | 164.87 | 6               | 57.40           | 8               | 107.47          |
| 9    | Park So-youn               | Corée du Sud   | 162.71 | 8               | 55.91           | 9               | 106.80          |
| 10   | Mirai Nagasu               | États-Unis     | 159.78 | 9               | 55.39           | 10              | 104.39          |
| 11   | Zhang Kexin                | Chine          | 157.57 | 12              | 54.49           | 11              | 103.08          |
| 12   | Amélie Lacoste             | Canada         | 156.17 | 10              | 55.19           | 12              | 100.98          |
| 13   | Veronik Mallet             | Canada         | 154.03 | 11              | 55.08           | 13              | 98.95           |
| 14   | Brooklee Han               | Australie      | 150.17 | 14              | 52.55           | 14              | 97.62           |
| 15   | Zhao Ziquan                | Chine          | 142.32 | 13              | 53.82           | 16              | 88.50           |
| 16   | Kim Tae-kyung              | Corée du Sud   | 132.84 | 18              | 38.91           | 15              | 93.93           |
| 17   | Alisson Krystle Perticheto | Philippines    | 114.95 | 16              | 47.81           | 19              | 67.14           |
| 18   | Ami Parekh                 | Inde           | 110.66 | 17              | 41.10           | 18              | 69.56           |
| 19   | Reyna Hamui                | Mexique        | 110.26 | 21              | 32.49           | 17              | 77.77           |
| 20   | Crystal Kiang              | Taipei chinois | 103.26 | 19              | 36.30           | 20              | 66.96           |
| 21   | Lejeanne Marais            | Afrique du Sud | 98.93  | 20              | 32.62           | 21              | 66.31           |

### Couples
| Rang | Nom                               | Pays       | Points | Programme court | Programme court | Programme libre | Programme libre |
| ---- | --------------------------------- | ---------- | ------ | --------------- | --------------- | --------------- | --------------- |
| 1    | Sui Wenjing / Han Cong            | Chine      | 212.40 | 1               | 75.26           | 1               | 137.14          |
| 2    | Tarah Kayne / Daniel O'Shea       | États-Unis | 181.45 | 3               | 62.05           | 2               | 119.40          |
| 3    | Alexa Scimeca / Chris Knierim     | États-Unis | 170.35 | 2               | 66.04           | 4               | 104.31          |
| 4    | Haven Denney / Brandon Frazier    | États-Unis | 167.10 | 4               | 58.57           | 3               | 108.53          |
| 5    | Natasha Purich / Mervin Tran      | Canada     | 147.80 | 7               | 49.57           | 5               | 98.23           |
| 6    | Margaret Purdy / Michael Marinaro | Canada     | 139.99 | 5               | 51.97           | 7               | 88.02           |
| 7    | Wang Wenting / Zhang Yan          | Chine      | 139.95 | 6               | 49.98           | 6               | 89.97           |

### Danse sur glace
| Rang | Nom                                            | Pays         | Points | Danse courte | Danse courte | Danse libre | Danse libre |
| ---- | ---------------------------------------------- | ------------ | ------ | ------------ | ------------ | ----------- | ----------- |
| 1    | Madison Hubbell / Zachary Donohue              | États-Unis   | 158.25 | 2            | 61.05        | 1           | 97.20       |
| 2    | Piper Gilles / Paul Poirier                    | Canada       | 153.71 | 1            | 62.38        | 2           | 91.33       |
| 3    | Alexandra Aldridge / Daniel Eaton              | États-Unis   | 144.95 | 3            | 57.65        | 3           | 87.30       |
| 4    | Kharis Ralph / Asher Hill                      | Canada       | 137.03 | 4            | 53.97        | 4           | 83.06       |
| 5    | Nicole Orford / Thomas Williams                | Canada       | 133.42 | 5            | 53.73        | 6           | 79.69       |
| 6    | Lynn Kriengkrairut / Logan Giulietti-Schmitt   | États-Unis   | 130.05 | 6            | 49.55        | 5           | 80.50       |
| 7    | Danielle Obrien / Gregory Merriman             | Australie    | 121.44 | 10           | 44.16        | 7           | 77.28       |
| 8    | Zhang Yiyi / Wu Nan                            | Chine        | 116.34 | 9            | 44.60        | 8           | 71.74       |
| 9    | Wang Shiyue / Liu Xinyu                        | Chine        | 115.66 | 7            | 46.81        | 9           | 68.85       |
| 10   | Min Yu-ra / Tim Koleto                         | Corée du Sud | 111.23 | 8            | 45.12        | 10          | 66.11       |
| 11   | Zhao Yue / Liu Chang                           | Chine        | 99.84  | 13           | 41.45        | 12          | 58.39       |
| 12   | Emi Hirai / Marien de la Asuncion              | Japon        | 99.82  | 11           | 44.11        | 14          | 55.71       |
| 13   | Ksenia Korobkova / Daryn Zhunussov             | Kazakhstan   | 98.79  | 14           | 39.80        | 11          | 58.99       |
| 14   | Pilar Maekawa Moreno / Leonardo Maekawa Moreno | Mexique      | 97.11  | 12           | 43.22        | 15          | 53.89       |
| 15   | Elizaveta Tretiakov / Viktor Kovalenko         | Ouzbékistan  | 91.76  | 15           | 35.68        | 13          | 56.08       |